# فريدي ديفيد
فريدي ديفيد (بالعبرية: פרדי דוד‏) هو مدرب كرة قدم ولاعب كرة قدم إسرائيلي، ولد في 21 يناير 1965 في إسرائيل. لعب مع هبوعيل بتاح تكفا ‏.